# BioPerl
Il Bioperl è un insieme di moduli Perl che semplificano lo sviluppo di script Perl per le applicazioni bioinformatiche.
Ha avuto un ruolo importante nell'ambito del Progetto Genoma Umano.
Si tratta di un progetto software open source tuttora in continuo sviluppo.
La prima versione stabile venne pubblicata l'11 giugno del 2002, la versione stabile più recente è la 1.6.0, pubblicata a gennaio 2009. Esistono anche versioni per gli sviluppatori pubblicate periodicamente.
Per sfruttare adeguatamente le possibilità del BioPerl, lo sviluppatore deve comunque conoscere le basi del linguaggio Perl.